# Sírkúp

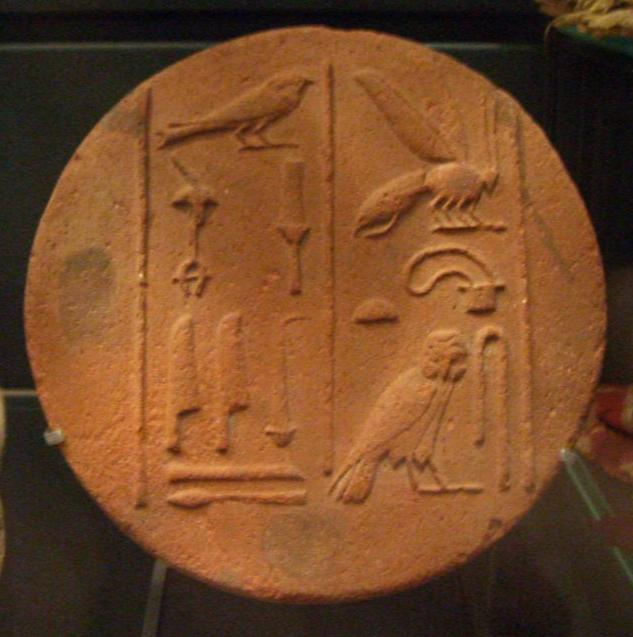
Ptahemhat, más néven Ti sírkúpjának alapja

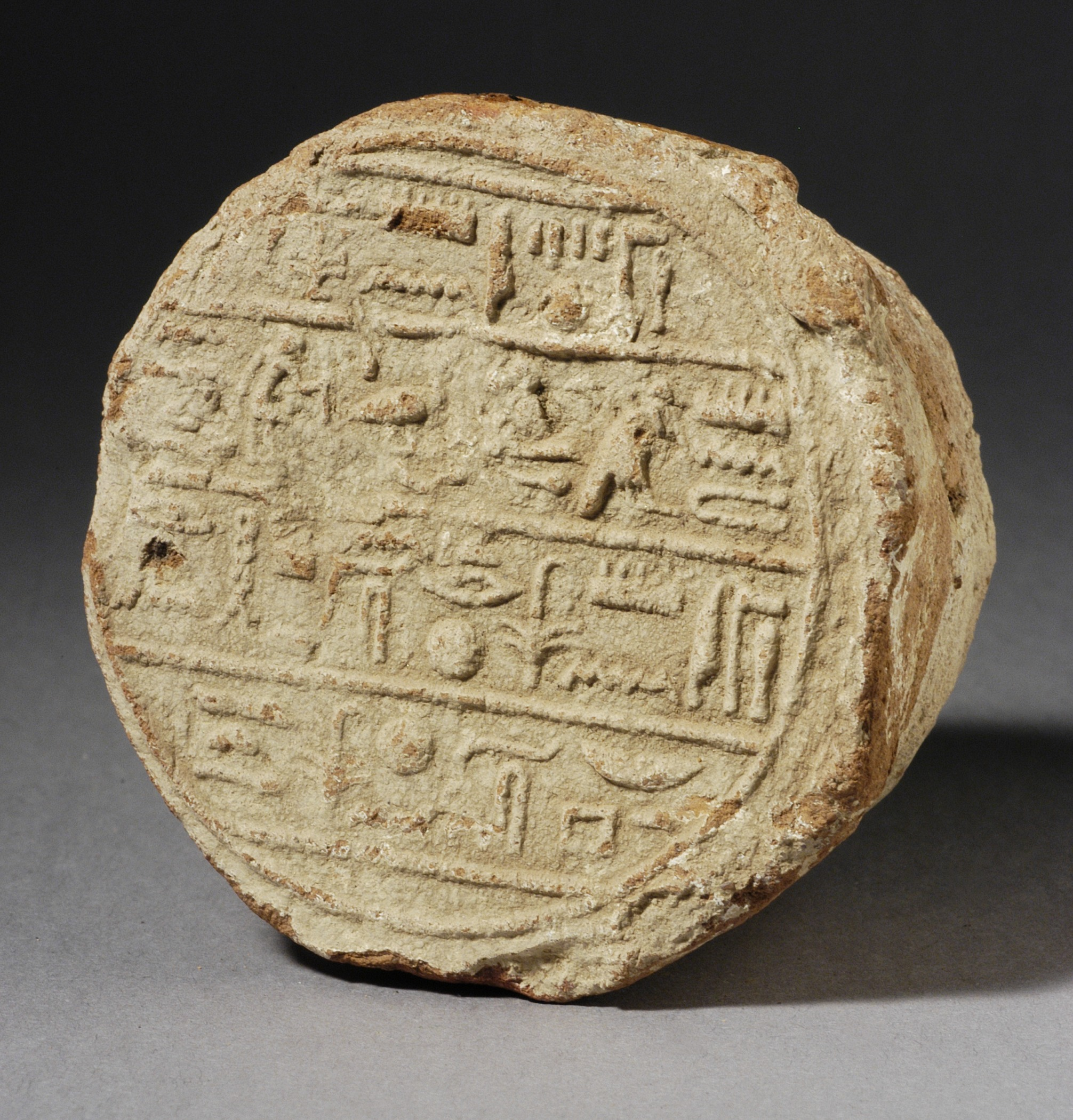
Montuemhat sírkúpja

A sírkúpok kis méretű, agyagból készült kúp formájú tárgyak, melyeket az ókori Egyiptomban használtak, szinte kizárólag a thébai nekropoliszban. A kúpokat a sírkápolna bejáratánál helyezték el. Pontos céljuk nem ismert, lehettek építészeti elemek és szimbolikus áldozatok is. Első példái a XI. dinasztia idején jelennek meg, ezek azonban még általában díszítetlenek. Az újbirodalom idején már kisebbek, rajtuk hieroglifákkal a sírtulajdonos neve és címei állnak, gyakran rövid imaszöveg kíséretében.
A sírkúpokat először N. de Garis Davies és Macadam rendszerezték 1957-ben. Katalógusukat Vivo és Costa egészítette ki 1997-ben. A 21. században Dibley és Lipkin (2009), valamint Zenihiro (2009) teljesebb publikációkat adtak ki róluk, Theis pedig 2017-ben további, könyvekben, cikkekben, árveréseken és kiállítási katalógusokban szereplő sírkúpokra hívta fel a figyelmet.

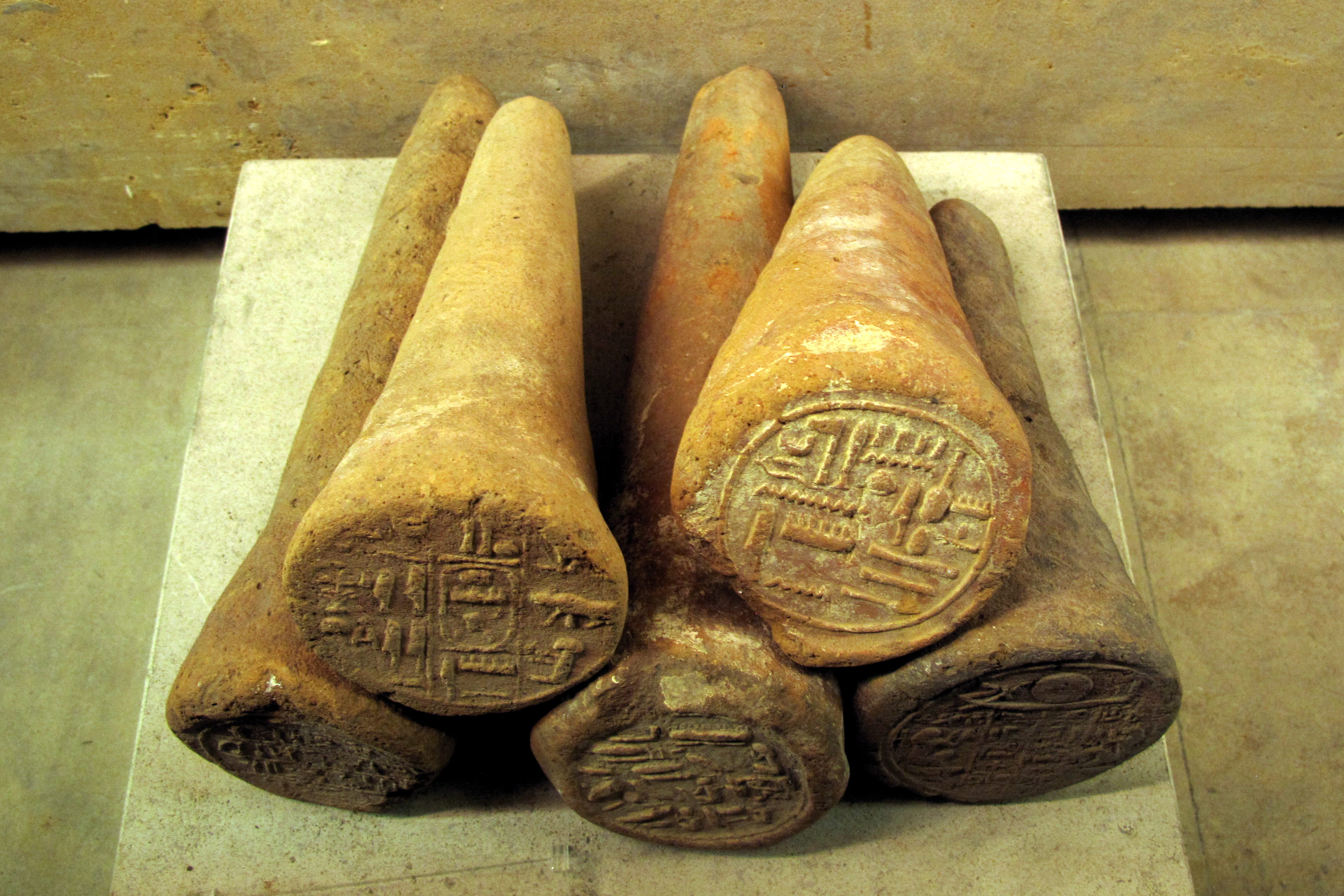
Újbirodalmi kúpok

## Fordítás
- Ez a szócikk részben vagy egészben  a   Funerary cone című angol Wikipédia-szócikk ezen változatának fordításán alapul.  Az eredeti cikk szerkesztőit annak laptörténete sorolja fel. Ez a jelzés csupán a megfogalmazás eredetét és a szerzői jogokat jelzi, nem szolgál a cikkben szereplő információk forrásmegjelöléseként.

## Külső hivatkozások
- The World of Funerary Cones
- Data on Funerary Cones